# قارقولوق سفلي
قارقولوق سفلي هي قرية في مقاطعة بل دشت، إيران. يقدر عدد سكانها بـ 316 نسمة بحسب إحصاء 2016.